# E3 Strand
E3 Strand (tussen 2019 en 2021 Landgoed Duynenwater) is een recreatieplas in de gemeente Eersel in de Nederlandse provincie Noord-Brabant. Het gebied bestaat uit helderwitte zandstranden van de bosrand tot de waterkant en zijn er diverse groene ligweiden. Om het strand te kunnen betreden wordt er toegangsgeld gevraagd. Ook had het terrein tot 2010 een naaktstrand.

## Benaming
In 1963 werd ten zuiden van Eindhoven gewerkt aan de aanleg van een stuk snelweg tussen Duisburg en Antwerpen dat onderdeel zou worden van het Europese routenetwerk als de E3, die van Lissabon tot Helsinki liep. In 1975 ging de routenummering op de schop en het tracé, waarvan het Nederlandse deel nu aangeduid wordt met A67, kreeg het nummer E34. 
Het Noord-Brabantse deel van het E3-tracé werd aangelegd met zand afkomstig uit het recreatiegebied bij Eersel, vandaar de naam E3 Strand. Na omnummering van de snelweg bleef de naam van het strand behouden.

## Festivals
Op het strand vinden regelmatig grote muziekfestivals plaats:
- Dominator, sinds 2009 georganiseerd op het E3 Strand. De editie van 2011 was voor het eerst volledig uitverkocht.
- We Are Electric, dat na twee uitverkochte Klokgebouwedities voor het eerst werd gehouden op het E3 Strand op 19 en 20 juni 2015 onder de naam We Are Electric Weekender.
- The Flying Dutch, een evenement waarvan de eerste editie plaatsvond op Strijp-S in Eindhoven, maar dat vanwege de grote belangstelling in het eerste jaar en de lage capaciteit van het Strijp-S-terrein in 2016 verplaatst werd naar het E3 Strand onder de naam Flying Dutch Eindhoven.